# François Le Prévost (abbé)
Ne doit pas être confondu avec François Le Prévost d'Exmes.
François Le Prévost (mort en 1603 au Tronchet) est un ecclésiastique du XVIe siècle qui fut chanoine vicaire général du diocèse de Rennes, agent général du clergé de France et commendataire de l'abbaye Notre-Dame du Tronchet.

## Biographie
François Le Prévost est trésorier, chanoine et vicaire général du diocèse de Rennes en 1590 et 1598. Il est présent plusieurs fois aux États de Bretagne, notamment à Vannes, où il préside en 1599 et à Saint-Brieuc en 1602. Désigné comme agent général du clergé de France par la province ecclésiastique de Tours en 1588 conjointement avec Gérard Bellanger pour la province ecclésiastique d'Aix-en-Provence du fait des troubles dans le royaume de France, ils poursuivent leur mandat exceptionnellement jusqu'en 1596. Il est pourvu en 1597 de l'abbaye Notre-Dame du Tronchet par le roi Henri IV à qui il prête serment à Nantes et est confirmé par bulles pontificales  de Clément VIII. Il meurt en 1603 et il est inhumé dans son église abbatiale. Il a comme successeur comme abbé du Trochet, chanoine, vicaire général et un temps trésorerie de Rennes son frères Jean Le Prévost qui meurt en 1608 et est inhumé dans la cathédrale de Rennes.